# Haider (película)
Haider es una película hindú de 2014 escrita, producida y dirigida por Vishal Bhardwaj, coproducida por Siddharth Roy Kapur, y coescrita por Basharat Peer. Está protagonizada por Shahid Kapoor y Tabu en los papeles principales, con Kay Kay Menon, Shraddha Kapoor e Irrfan Khan en los papeles secundarios.
El guion y la película se basó en Hamlet, la obra de teatro clásica de William Shakespeare y en el libro de memorias Curfewed Night de Basharat Peer. La cinta está ambientada en medio de los conflictos de Cachemira, golpeados por la insurgencia en Jammu y Cachemira en 1995 y las desapariciones de civiles forzadas. La historia sigue al protagonista Haider Meer, un joven estudiante y poeta que regresa a Cachemira en la cúspide del conflicto para buscar respuestas sobre la desaparición de su padre y termina siendo arrastrado a la política del estado. Haider es la tercera entrega de la trilogía de Shakespeare de Bhardwaj después de las predecesoras Maqbool (basada en Macbeth) y Omkara (basada en Otelo).
La película se proyectó en el 19º Festival Internacional de Cine de Busan, y se estrenó en todo el mundo el 2 de octubre de 2014 con gran éxito de crítica y fue un éxito comercial en la taquilla y atrajo la atención de los medios debido a su controvertido tema. La dirección, el guion, la banda sonora, la fotografía, la edición y las actuaciones del elenco recibieron grandes elogios de la crítica y obtuvieron varios elogios.
Haider fue la primera película india en ganar el premio People's Choice Award en el Festival de Cine de Roma. Entre varios premios y nominaciones en la India, la película ganó 5 premios nacionales de cine: Mejor Dirección Musical, Mejor Cantante Masculino, Mejor Diálogo, Mejor Coreografía y Mejor Diseño de Vestuario.

## Argumento
En 1995, durante la insurgencia en Cachemira, Hilaal Meer (Narendra Jha), un médico radicado en Srinagar, acepta realizar una apendicectomía en Ikhlaque, el líder de un grupo militante pro separatista. Para evitar ser detectado, realiza la cirugía en su casa, para disgusto de su esposa Ghazala (Tabu), quien cuestiona su lealtad. Al día siguiente, durante una redada militar, se acusa a Hilaal de albergar a terroristas. Se produce un tiroteo en su casa, durante el cual Ikhlaque muere y se llevan a Hilaal para interrogarlo. Posteriormente, la casa del médico es bombardeada para matar a otros militantes que se esconden en su interior.
Algún tiempo después, el hijo de Hilaal y Ghazala, Haider (Shahid Kapoor), regresa de la Universidad Musulmana de Aligarh para buscar respuestas sobre la desaparición de su padre. Al llegar, se sorprende al encontrar a su madre cantando y riendo junto con su cuñado, Khurram (Kay Kay Menon). Incapaz de comprender el comportamiento de su madre, comienza a buscar a su padre en varias comisarías y campos de detención con la ayuda de su novia de la infancia, Arshia Lone (Shraddha Kapoor), una periodista.
El invierno a Cachemira por fin llega. Entristecido por la creciente cercanía entre Ghazala y Khurram y aún incapaz de encontrar pistas que resolver, Haider comienza a perder la esperanza. Sin embargo, Arshia se encuentra con un extraño llamado Roohdaar (Irrfan Khan), quien hace que Haider lo contacte para recibir información sobre su padre desaparecido. Roohdaar, que forma parte de un grupo separatista paquistaní, explica que tanto él como Hilaal fueron encarcelados en un campo de detención por una milicia contrainsurgente formada por Khurram. El grupo hizo ejecutar tanto a Hilaal como a Roohdaar, pero este sobrevivió y se encuentra con Haider para transmitir el último deseo de Hilaal: que Haider se vengue de Khurram por su traición.
Devastado y enfurecido, Haider comienza a comportarse de manera errática, se afeita la cabeza y realiza manifestaciones públicas contra el gobierno. Khurram lo lleva a un lado y afirma que Roohdaar fue responsable de la muerte de su padre; Haider se siente desanimado por las afirmaciones contradictorias de la muerte de su padre a pesar de conocer la verdad él mismo, y le confía su dilema a Arshia, mostrándole el arma que le dieron para matar a Khurram. Arshia le informa a su padre Pervez (Lalit Parimoo), un oficial militar, sobre el comportamiento extraño de Haider, y Pervez le pasa la información a Khurram, quien ordena que Haider sea institucionalizado durante una ceremonia que oficia su matrimonio con Ghazala.
A la mañana siguiente, Haider se prepara para matar a Khurram, pero se siente moralmente obligado a no hacerlo mientras Khurram esté en oración. Es capturado por Pervez, quien ordena su ejecución. Sin embargo, Haider logra escapar y asesina brutalmente a sus dos captores, antiguos amigos suyos que se convirtieron en informantes de Pervez. Se pone en contacto con Roohdaar, quien le sugiere que viaje a Pakistán para recibir entrenamiento militar. Haider llama a su madre para informarle que va a cruzar la frontera, pero Ghazala se encuentra con él antes de irse a las ruinas de la casa de su familia. Admite haber informado a Khurram sobre la presencia de terroristas en su casa el día del arresto de Hilaal, pero afirma no haber sabido en ese momento que Khurram era el informante de Pervez. Pervez recibe noticias del paradero de Haider y llega a la casa para asesinarlo, pero este lo termina matándolo.
Arshia está emocionalmente traumatizada por la muerte de su padre a manos de Haider y se suicida. Mientras tanto, Ghazala encuentra el número de contacto de Roohdaar en el diario de Arshia y lo llama, mientras que Haider va a su punto de recogida: el cementerio donde fue enterrado su padre. Sin embargo, ve un funeral cercano, y se da cuenta de que es para Arshia. Desafía el consejo de sus manejadores e interrumpe la procesión, lo que lleva a una pelea con el hermano de Arshia, Liyaqat (Aamir Bashir), a quien lo deja muerto. Khurram y sus hombres llegan a la casa, participando en un tiroteo que deja a la mayoría de los hombres de Khurram muertos. Roohdaar deja a Ghazala en la casa y le ruega a Khurram que tenga la oportunidad de hacer que Haider se rinda. Haider sigue insistiendo en la venganza, pero Ghazala le advierte que la venganza simplemente engendra venganza. Ella se despide de él y regresa con los hombres de Khurram, donde detona un chaleco suicida que le dio Roohdaar. Khurram resulta gravemente herido y sus hombres mueren; Haider se prepara para matarlo, pero recuerda las palabras de despedida de su madre desalentando la venganza. Se aleja del lugar de la explosión a pesar de las súplicas de Khurram de poner fin a su vida.

## Reparto
| Actor                | Personaje                            | Personaje en la obra original de Shakespeare |
| -------------------- | ------------------------------------ | -------------------------------------------- |
| Shahid Kapoor        | Haider Meer                          | Príncipe Hamlet                              |
| Anshuman Malhotra    | Haider Meer (joven)                  | Príncipe Hamlet                              |
| Tabu                 | Ghazala Meer (madre de Haider)       | Gertrudis                                    |
| Kay Kay Menon        | Khurram Meer (tío paterno de Haider) | Rey Claudio                                  |
| Shraddha Kapoor      | Arshia Lone                          | Ofelia                                       |
| Narendra Jha         | Dr. Hilaal Meer (padre de Haider)    | Rey Hamlet                                   |
| Irrfan Khan          | Roohdaar                             | Fantasma del Rey Hamlet                      |
| Kulbhushan Kharbanda | Hussain Meer                         |                                              |
| Lalit Parimoo        | Pervez Lone                          | Polonio                                      |
| Ashish Viyarthi      | Brigadier T. S. Murthy               |                                              |
| Aamir Bashir         | Liyaqat Lone                         | Laertes                                      |
| Sumit Kaul           | Cortesano #1                         | Rosencrantz                                  |
| Rajat Bhagat         | Cortesano #2                         | Guildenstern                                 |
| Ashwath Bhatt        | Zahoor Hussain                       | Príncipe Fortimbrás                          |
| Mohammad Shah        | Mayor del ejército                   |                                              |
| Lankesh Bhardwaj     | Oficial de interrogatorio            |                                              |

## Producción

### Desarrollo
Inicialmente, Vishal Bhardwaj y Shahid Kapoor estaban en conversaciones para hacer una secuela de su colaboración anterior, el drama de acción Kaminey (2009). El proyecto se pone en espera y un nuevo proyecto con Kapoor en el plomo se confirmó, titulado como Haider, según se informa que se basa en una adaptación de la obra Hamlet de William Shakespeare. La adaptación se hizo para retratar la intriga política y la historia de Cachemira, así como los conflictos sexuales de la obra. Bhardwaj inicialmente estaba desarrollando la obra como un thriller de espionaje contemporáneo con el autor Stephen Alter. [10] Escribieron una sinopsis de 30 páginas que se envió a Gulzar y aunque a Gulzar le gustó la sinopsis, le preguntó a Bhardwaj sobre la tragedia perdida de Hamlet en el thriller escrito. La sinopsis tenía detalles incompletos sobre la vida, la autenticidad y la Ley de Secretos Oficiales de los agentes de RAW. A su regreso a la India, la esposa de Bhardwaj, Rekha Bhardwaj, estaba leyendo las memorias de Basharat Peer, Curfewed Night, un libro basado en la vida en Cachemira devastada por la violencia. Su esposa se conmovió profundamente después de leer el libro. Bhardwaj no leyó el libro de inmediato, pero estaba al tanto de su contenido. Más tarde, Bhardwaj quiso cambiar la sinopsis. Recordando el libro de Peer, se puso en contacto con él y empezaron a trabajar. Bhardwaj citó la importancia de Peer en la película como: "Si Basharat no fuera parte de la película, Haider no se haría o no se haría de esta manera". La película es el primer proyecto cinematográfico de Peer. Al escribir el mismo guion, afirmó que escribir Curfewed Night era una respuesta a las caricaturas de los cachemiranos en la escritura política India, mientras que él escribió Haider con el mismo espíritu, con el mismo sentimiento con Bhardwaj. Bhardwaj y él agonizaba mucho por los soliloquios requeridos. Había secciones del soliloquio "Ser o no ser" que se tradujeron directamente al hindú. Sin embargo, debido a limitaciones de tiempo, tuvieron que omitir la ropa que hace que un hombre haga un soliloquio. Conservaron y tradujeron la sección donde el príncipe Hamlet se encuentra con Rosencrantz y Guildenstern y habla de que Dinamarca está en prisión. Además, se crearon nuevos soliloquios para transmitir la locura de Hamlet y la sátira política velada en ella. Esto fue presentado cuando Haider, con la cabeza rapada, vestido con ropa rota y raída, despotrica en una rotonda en Srinagar y aparte de algunos chistes sin sentido, lee en voz alta el acto de la Ley de Poderes Especiales de las Fuerzas Armadas. Aparte de esto, Peer explicó que una adaptación no sigue exactamente al original, como si la parte del príncipe Fortimbrás apenas existiera en Haider. El mundo del rey Claudio y Polonio se presenta como la contrainsurgencia y las milicias contrainsurgentes dirigidas por el gobierno en Haider y domina temáticamente la acción.

"Fueron la agitación política y los 25 años de tragedia de Cachemira lo que me obligó. Nuestra forma de ver Cachemira ha sido cosmética, solo para grabar canciones o retórica, donde mostramos a un hombre con un phiran, sosteniendo un Kalashnikov. Haider es la primera película en la que vemos Cachemira desde adentro. No creo que hayamos hecho una película convencional sobre el tema".
Vishal Bhardwaj en una entrevista con The Indian Express sobre el establecimiento de Haider en Cachemira.

Según la historia de la obra de Shakespeare, existe un complejo de Edipo que atrae al príncipe Hamlet hacia su madre Gertrudis que podría haber sido interpretado tanto a nivel físico como psicológico, sin embargo, Bhardwaj mantuvo esta referencia sutil como el público objetivo era predominantemente indio y lo llamó "uno de los aspectos de esta relación madre-hijo". En Omkara, la adaptación de la obra Otelo, se quitó el último monólogo debido al hecho de que era más adecuado para una secuencia de juego de la etapa, pero retuvo ese tipo de monólogo de Haider. Shahid Kapoor aprendió un monólogo de 6 páginas para la escena climática donde su personaje Haider se vuelve loco. Presentó la entrega de ese monólogo frente a una multitud de 5000 personas que escuchaban. Para filmar la escena, que se hizo en 3-4 horas, Shahid Kapoor se quedó completamente calvo.
Sumit Kaul, quien interpretó el personaje de uno de los Salman, participó en el entrenamiento del acento de Cachemira de la actriz Tabu, además de los actores principales Shahid y Shraddha. Sus porciones de filmación se enlataron en 15 días, sin embargo, estuvo con el equipo durante 2 meses y medio en Cachemira. Enseñó los matices del idioma, especialmente cuando se traduce al inglés o al hindi.

"Me senté con Shahid y Shraddha y les enseñé a hablar hindi con un toque de Cachemira".
Sumit Kaul en una entrevista con BollywoodLife.com, reflexionando sobre su papel durante el rodaje de Haider.

Kaul también ayudó a la actriz Tabu a conseguir la enunciación cuando cantó la canción popular "Roshe Valle" que formaba parte de la banda sonora de la película.

"Ghazala está dividida entre su esposo idealista, su cuñado oportunista y su hijo inocente y apasionado. En algún lugar, siente que tiene la responsabilidad de mantener todo bajo control, pero obviamente no puede. Su amor por su hijo está loco. Ella siempre está tratando de protegerlo de ser engañado y desorientado. Él (Bhardwaj) me eligió como la madre de Shahid porque quería que saliera la rareza de la relación que no se habría encontrado con una madre de edad normal. Haider comparte una relación de amor-odio con Ghazala, pero es una emoción muy apasionada. Casi te sientes extraño que estos dos sean mamá e hijo. La situación de Haider es que no sabe qué hacer con su madre, si amarla, odiarla, creerla o matarla".
Tabu en una entrevista con The Indian Express.

Kapoor, junto con Bhardwaj y UTV Motion Pictures, cada uno tiene una participación del 33,3% en la película. El presupuesto para la película es de ₹ 390 millones (US $ 5,5 millones) teniendo en cuenta ₹ 240 millones (US $ 3,4 millones) gastados en la producción de la película y ₹ 150 millones (US $ 2,1 millones) para las promociones.
Dolly Ahluwalia diseñó el vestuario de la película. Comenzó a trabajar creando diseños de vestuario de Cachemira en Nueva Delhi. Cuando Bhardwaj y Pankaj Kumar, el director de fotografía de la película, estaban haciendo un reconocimiento en el valle de Cachemira, ella estaba allí para compartir su visión creativa con él y ella tomó sus bocetos y muestras allí. Regresó a Nueva Delhi y continuó con su trabajo allí. En lugar de comprar disfraces fácilmente disponibles en los bazares de Cachemira, diseñó los phirans para Shahid Kapoor, hiyabs y pañuelos en la cabeza tanto para Tabu como para Shraddha Kapoor. Ahluwalia fue citada diciendo: "En algún momento del camino, su esposo desaparece y ella se casa con su hermano, que es más rico que él, y este cambio en el estado civil se explica a través de colores y telas más ricos". Agregó que su verdadero desafío era explorar la psique del personaje de Haider a través de colores, texturas y cortes. Los signos de locura en su personaje se representan a través de los pompones de su gorra durante la pista "Bismil" que es una manifestación de la danza folclórica tradicional Dumhal del valle de Cachemira interpretada por las tribus Wattal. Para los disfraces que se ven en las porciones del clímax, se citó a ella diciendo: "Contra el fondo blanco nevado, me quedé con el negro y el rojo para resaltar el frío de la mente humana a través de la nieve fría y la muerte del romance en tono rojo de sangre".

### Rodaje
La película recibió una grabación en dos partes. La primera programación fue en noviembre-diciembre de 2013 y luego la siguiente en enero-febrero de 2014. Teniendo en cuenta las condiciones climáticas, la primera parte de la película se rodó en otoño-invierno y la segunda parte presentará un intenso drama y secuencias de acción en un clima nevado. Todo el rodaje se completó en 54 días.
La fotografía principal comenzó en el lago Dal en noviembre de 2013 y la película fue filmada en Pahalgam (área de Kehribal en Anantnag), Mattan, el puente Aishan Sahab Zaina Kadal (en el antiguo Srinagar), Nishat Bagh, Qazigund, el Templo Martand Sun, Naseem Bagh (en la Universidad de Kashmir Garden), Hazratbal y Sonamarg, todos ellos ubicados en Jammu y Cachemira, pero Bhardwaj se vio obligado a empacar después de que un grupo de estudiantes de la Universidad de Cachemira interrumpiera el rodaje de una secuencia de un ataque fedayín que estaba siendo envasado en la Universidad de Cachemira en Hazratbal. Los estudiantes se opusieron a que se izara la bandera nacional sobre un búnker improvisado. Algunos estudiantes se opusieron al rodaje de algunas escenas e iniciaron consignas "pro-libertad", desmantelando el escenario. Los jóvenes también los obligaron a salir del lugar del tiroteo en Naseem Bagh (Jardín de la Universidad de Cachemira) a pesar de la fuerte seguridad, alegando que no tenían idea de que el tiroteo ocurría en ese lugar. Los estudiantes de la Universidad de Cachemira también objetaron a Irrfan Khan cuando fue visto fumando dentro del campus. El último programa de filmación de Haider comenzó en Cachemira en enero de 2014. Para la canción "Bismil" filmada en el Templo Martand Sun en Cachemira, se citó a Shahid Kapoor diciendo: "Es una de las mejores canciones de mi carrera. La ubicación, los elementos como la pintura facial para representar situaciones de guerra, se han utilizado en 'Bismil'. Luego hay títeres de 30 metros de altura, que nunca he visto en ninguna canción antes". Para la coreografía de los hijos, Bhardwaj estaba muy interesado en que el personaje de Shahid no tuviera ningún movimiento de baile que Shahid hizo en sus películas anteriores, ya que era necesario para la angustia y los sentimientos del personaje. Bhardwaj reclutó a un coreógrafo con sede en Noruega para la coreografía de esta pista. El rodaje de la película también se detuvo brevemente por segunda vez en Zainakadal en Srinagar en enero de 2014, cuando un espectador arrojó carbón hacia los actores. El rodaje finalizó el 24 de febrero de 2014.

### Certificación
Después de 41 cortes, la Junta Central de Certificación de Películas (CBFC) otorgó a la película un certificado U/A. Las escenas que fueron censuradas fueron un camión cargado de cadáveres, alambre insertado dentro de un hombre desnudo, una toma de un cadáver ensangrentado y palabras abusivas. [35] Aparte de esto, una foto de la espalda descubierta durante la canción "Khul Kabhi To" también se consideró ofensiva y censurada. La CBFC exigió la eliminación de una escena en la que Haider (interpretado por Shahid Kapoor) llora al ver llamas. Surgió una confusión cuando Rakesh Kumar, el director ejecutivo de CBFC junto con un comité examinador, vieron la película y prescribieron los cortes. Después de que se reeditó la película, en lugar de enviarla al comité de revisión para su revisión, el propio Kumar volvió a ver la película y le otorgó un certificado U/A. Nandini Sardesai, un miembro del comité de revisión le dijo a The Times of India que Kumar vio Haider dos veces y lo aprobó con un certificado U/A. Afirmó que el director de la película Vishal Bhardwaj aparentemente había aceptado los cortes. Más tarde, Bhardwaj aclaró que la CBFC solo exigió 7 cortes, pero le dio a su película 35 cortes adicionales para que el guion pareciera más realista. Bhardwaj agregó que dado que la película está ambientada en Cachemira y dadas las problemáticas políticas del estado asociadas, sabía que la película terminaría en controversias.
La controversia sobre la trama de la película, los analistas afirmaron que la India se ha vuelto más abierta a temas delicados. Se citó al Dr. Zakir Hussain, analista senior del Consejo Indio de Asuntos Mundiales, que dijo: "A medida que las tradiciones democráticas se fortalezcan en el país, se harán más y más películas de este tipo y se educará a la gente. Haider es el primer paso en esa dirección". El director Bhardwaj enfrentó críticas por la descripción de las fuerzas armadas de una manera supuestamente injusta, ya que la película también mostraba escenas de tortura en campamentos del ejército indio y abusos de los derechos humanos por parte de funcionarios indios. Para esta representación, los usuarios indios de Twitter, llenos de sentimientos, mencionaron el hashtag de palabras "#BoycottHaider" que generó una estimación de 75.000 tuits desde el estreno de la película. En respuesta a esta crítica, la gente en Twitter comenzó a ser tendencia #HaiderTrueCinema, que fue tendencia durante 2 días y esto provocó que #BoycottHaider se retirara de la lista de temas de tendencia en Twitter.

## Música
Las canciones originales y la banda sonora de la película están compuestas por Vishal Bhardwaj. La banda sonora tiene nueve canciones cuyas letras fueron escritas por Gulzar, a excepción de 2 canciones "Gulon Mein Rang Bhare" y "Aaj Ke Naam" que fueron escritas por Faiz Ahmed Faiz. Shahid Kapoor y Shraddha Kapoor lanzaron la música de la película junto con Vishal Bhardwaj en los estudios de Radio Mirchi en Bombay a mediados de agosto de 2014. La banda sonora tuvo un lanzamiento digital y físico el 12 de septiembre de 2014. La banda sonora fue digitalmente lanzado el 24 de octubre de 2014.

## Recepción crítica
La película recibió una recepción crítica muy positiva. En junio de 2020 , la película tiene un índice de aprobación del 86% en el agregador de reseñas Rotten Tomatoes, basado en 14 reseñas con una calificación promedio de 7.62 sobre 10.

### India
Escribiendo para The Hindu, Sudhish Kamath sintió: "El letrista Gulzar, el escritor y director Vishal Bhardwaj y el escritor Basharat Peer nos han dado un clásico instantáneo, una epopeya literaria (el guion también está disponible en las tiendas) con una lección que aprender de los últimos historia. Haider es una película increíblemente valiente e intransigente hecha con mucha convicción con un desprecio flagrante de las convenciones del mercado, una que te hará alegrar durante el meta-momento de la película". Rajeev Masand de CNN-IBN calificó esa película como una película elegante y emocionante que arroja una mirada valiente e inquebrantable sobre la lucha de Cachemira. Señaló: "Al desviarse del final original de Hamlet, también hace un punto necesario sobre la naturaleza cíclica de la venganza y la violencia" y le dio a la película 3.5 de 5 estrellas. Escribiendo para Deccan Chronicle, Kusumita Das, quien comparó la película con el libro resumido, dijo que "considerando Hamlet, con toda su complejidad, no es ciertamente una fácil adaptación a aventurarse en - que sólo así podría hacer mejor película de este Vishal aún". Mohar Basu de Koimoi detalla a cabo actuaciones, dirección, guion, edición y dio el veredicto, aseguró que "Haider es una película inolvidable que nunca tropieza, nunca tropieza y está tan segura de sí misma que no puede fallar. Desde Shahid hasta Tabu, Kay Kay y el poderoso cameo extendido de Irrfan, todo en la película funciona. Es una película de Guztaq que rompe audazmente todas las reglas del libro, todo lo que podrías haber esperado de él y termina siendo ese reloj vanguardista que saborearás mientras lo miras desde el borde de los asientos. Haider es descarado y en la misma línea, calificaré esta película como la más alta a la que he ido con una película. Este es un fácil 4.5 de 5". El crítico Subhash K. Jha con inmenso elogio, dijo que "Haider es una bestia que simplemente no será domesticada por las definiciones cinematográficas habituales. Hay extravagancia y sutileza, ambas a la vez en el tratamiento. La elegancia y la terrenidad se codean en la ejecución de lo que se considera una de las tragedias más complejas de Shakespeare. Por encima de todo, están las actuaciones: actores imponentes y luminosos que estiran sus cuellos creativos colectivos hacia la visión del director, para darle un giro mágico fascinante. La tercera estancia en Shakespeare de Bhardwaj es la mejor hasta ahora. Haider es como una pintura vista desde la carretera dentro de una galería de arte. La visión es distante pero vívida, llena de vida y, sin embargo, exquisitamente poética".
El crítico Raja Sen de Rediff le dio a la película un máximo de 5 estrellas y escribió: "Haider es una de las películas políticas más poderosas que hemos hecho, una auténtica obra maestra que palpita con intensidad y propósito". Escribiendo para Mid Day, Shubha Shetty-Saha dijo: "Vishal Bhardwaj da vida al éxtasis, el dolor y la pasión de Hamlet en la pantalla, también nos recuerda la cruda verdad en nuestro propio patio trasero, el caos creado por el hombre en el Dios -hecha jannat [cielo] que es Cachemira". Faheem Ruhani de India Today elogió el tema, incluso el edípico entre los personajes interpretados por Shahid Kapoor y Tabu, resumiendo su revisión como "Haider puede parecer un poco lento en la primera mitad y un poco largo. Sin embargo, compensa la mayor parte en el clímax dramático e intenso que te tratan hacia el final. Haider definitivamente es una película que no debes perderte". El crítico Ritika Handoo de Zee News revisó positivamente que "Hamlet de William Shakespeare es una obra maestra de la literatura y de la película Haider de Vishal Bhardwaj se hablará en la misma línea que uno de esos productos artística en la historia del cine. Haider será reconocido como Shahid del mejor desempeño de su carrera". Srijana Mitra Das de The Times of India llamó a la película "una de las tomas de identidad más valientes del cine, aterradora, pero divertida" y elogió particularmente la actuación de Tabu, a quien consideraba el principal activo de la película. Sweta Kaushal para Hindustan Times señaló que "Haider de Vishal Bhardwaj es una rara joya de Bollywood que debes ver". Escribiendo para la revista Filmfare, Rachit Gupta sintió que "Haider no tiene una onza de las emociones comerciales y los derrames que entretienen a las masas de 100 crore, pero tiene un innegable impacto dramático. Es una de las mejores historias que verás en celuloide. Dale a esta atrevida película la oportunidad de entretenerte porque lo hará con aplomo. Sin duda, es mejor que el resto de descaro que hay". Por el contrario, el crítico Shubhra Gupta de The Indian Express sintió que la narración se tambaleaba y dijo: "Es una película hermosa, pero entrecortada de la que no puedes apartar los ojos por miedo de perder otro detalle exquisito; también es uno que no logra mantenerte completamente con él". Aaj Takha publicó una reseña de la película realizada por un oficial del ejército indio que analiza la película desde el punto de vista de un soldado. Afirma que esta película tiene un tono pro-separatista anti-India que retrata al ejército indio con mala luz.

### En otros países
Mike McHill de The Guardian escribió: "La versión radical india de Hamlet le da a la historia ángulos políticos convincentes y sorpresas musicales. Un éxito palpable, en cualquier idioma". Rachel Saltz de The New York Times tituló su reseña crítica como "la venganza de Shakespeare en una Cachemira violenta", enfatizando más el guion y los aspectos de dirección, y señaló que "Haider puede no ser igual a las otras películas de Shakespeare de Bhardwaj, y puede ser deficiente en el departamento de "Hamlet", pero ciertamente da una buena Gertrudis". En The Hollywood Reporter, Lisa Tsering fue más positiva en la película, resumiendo que "con Haider, Bhardwaj sabiamente renuncia a la actitud tosca en sus otras películas para adoptar un estilo más hábil y sofisticado; y algunos de los momentos más efectivos de la película son magistrales en su visual habilidad para contar historias". Al escribir para Digital Spy, Priya Joshi elogió la película, calificándola de "clase magistral en realización y actuación cinematográfica" y "un cine ejemplar y una obra de gran mérito artístico". Añadió: "Shahid Kapoor es un abanderado durante una generación". Suprateek Chatterjee del Firstpost elogió las interpretaciones de Shahid Kapoor y Tabu llamando así a la película de Vishal Bharadwaj. Alabando los aspectos clave de la película, el crítico Manjusha Radhakrishnan de Gulf News escribe: "Todo en Haider es sutil: incluidos los matices de la infame tensión sexual entre madre e hijo. Tabu y Kapoor se entregan completamente a sus roles y son cariñosamente desinhibida. El ritmo nunca es apresurado, así que tenga un poco de paciencia y dé una oportunidad a estos actores magníficamente talentosos. Al igual que la cinematografía que captura la belleza accidentada de Cachemira, Haider lo sorprenderá con su atractivo crudo". Al escribir para Emirates 24/7, Sneha May Francis opinó: "Haider parece un poco indulgente, pero considerando que Vishal tenía una tarea tan hercúlea entre manos, es solo un pequeño precio a pagar por un buen cine. La tragedia de Shakespeare Hamlet obtiene una pecaminosa y deliciosa adaptación del maestro cineasta Vishal Bhardwaj". Ryan Gilbey, de New Statesman, afirmó: "La idea de un Hamlet de Bollywood arroja todo tipo de ideas preconcebidas. Pero Haider parece ser una interpretación mucho menos irreverente que, digamos, la versión estadounidense de 2000 en la que Ethan Hawke pronunció el soliloquio "Ser o no ser" de la sección "Acción" de Blockbuster Video. Bhardwaj traslada la acción a Cachemira a mediados de la década de 1990. Si el soborno no se acepta del todo, es porque la película es tan persuasiva al retratar la opresión del pueblo de Cachemira que los males de Hamlet parecen poca cosa".

## Taquilla
Haider recaudó ₹ 537 millones (US $ 7,5 millones) de las pantallas nacionales después de su tercera semana en los cines.

### India
La película se estrenó en casi 3050 pantallas en toda la India, donde recaudó ₹ 41,4 millones (US $ 580.000) en su fecha de estreno (jueves). Las recaudaciones mostraron una subida de 14% hacia arriba a ₹ 56,3 millones (US $ 790,000) en el primer viernes y hacen un negocio acumulada de ₹ 97,4 millones (US $ 1,4 millones) en dos días de su lanzamiento en la taquilla de la India. Recaudó ₹ 53,8 millones (US $ 750.000) el primer sábado de su lanzamiento. En los primeros tres días, la película ganó 155 millones de rupias (2,2 millones de dólares estadounidenses).

### En otros países
Teniendo en cuenta el primer fin de semana posterior a su estreno, la película ganó US $ 375,000 (equivalente a $ 404,994 en 2019) en Estados Unidos. Los avances del jueves, un día antes de la fecha de lanzamiento, fueron de US $ 41,000 (equivalente a $ 44,279 en 2019). Las recaudaciones en los dos días siguientes fueron de US $ 138,000 (equivalente a $ 149,038 en 2019) el viernes y de US $ 200,000 (equivalente a $ 215,997 en 2019) el sábado. En las áreas de AGC, la película recaudó US $ 320,000 (equivalente a $ 345,595 en 2019) durante los primeros tres días de estreno. Las recaudaciones en el Reino Unido para los mismos días fueron de US $ 94,000 (equivalente a $ 101,518 en 2019). La película generó un acumulado de $ 1 millón en los tres días, en el extranjero.

## Premios y nominaciones
En la 62.ª edición de los National Film Awards, la película ganó cinco premios, entre ellos Mejor Dirección Musical y Mejor Guion (Diálogos) (ambos Bhardwaj). También ganó cinco premios en los 60th Filmfare Awards, incluyendo Mejor Actor (Shahid Kapoor), Mejor Actor de Reparto (Menon) y Mejor Actriz de Reparto (Tabu). También recibió nominaciones a Mejor Película y Mejor Director.